# Warface
Warface ist ein 2012 veröffentlichter und kostenlos spielbarer Online-Ego-Shooter, der von Crytek Kiev entwickelt wurde. Das Computerspiel wurde 2012 von Mail.ru in der Gemeinschaft Unabhängiger Staaten veröffentlicht, 2013 von dessen Tochter My.Games auch in Europa, Nordamerika, Brasilien und Südkorea. 2014 folgte die Einführung in den chinesischen Markt durch Tencent. Inzwischen wird das Spiel in der GUS von Astrum Entertainment und im Rest der Welt von My.Games betrieben.
Während Warface in Russland von über 9 Millionen Spielern gespielt wurde, erntete es durchwachsene Kritik der westlichen Computerspielepresse. Weltweit registrierten sich über 25 Millionen Spieler.

## Spielprinzip
Warface bietet mehrere Spielmodi, die verschiedene taktische Ansätze erfordern. Im Versus-Modus treten zwei Teams gegeneinander an, um Ziele zu erobern, Bomben zu platzieren oder andere Aufgaben zu erfüllen. Im Modus kooperative Missionen treten Spieler gemeinsam gegen computergesteuerte Feinde an. Der Modus Spezialoperationen bietet schwierigere Missionen für ein Team von Spielern.
Der Spieler kann Waffen, Ausrüstung und seine Charakterklasse wählen. Mit Verbesserungen lassen sich Waffen und Ausrüstung individuellen Spielweisen anpassen. Kosmetische Gegenstände ermöglichen die Anpassung des Aussehens der Spielfiguren. Echtgeld-Käufe schalten Skins und Verbesserungen für Waffen frei. Dem Spiel werden regelmäßig neue Inhalte hinzugefügt.

## Rezeption
Laut Metacritic erhielt Warface „gemischte Bewertungen“. Der Wertungsaggregator ermittelte für die PC-Version 62 von 100 Punkten auf Grundlage von 17 Kritiken und für die Xbox-360-Version 60 Punkte anhand von vier Testurteilen der Spielepresse. Laut OpenCritic empfehlen 33 Prozent der Rezensenten das Spiel.
Im Test von PC Games wurden dem Titel diverse technische Mängel attestiert. Die Karten böten wenig Abwechslung und einen zu linearen Verlauf. Eine Weile könne Warface zwar unterhalten, mittelfristig böte das Spiel aber zu wenig und trübten Abstürze und Serverausfälle den Spielspaß. GameStar bemängelte fehlende Originalität von Setting und Spielprinzip. Die Spielerklassen seien unausgewogen, die Level wenig kreativ und der Ingame-Shop „katastrophal“ umgesetzt. Selbst kostenlos gäbe es weitaus bessere Alternativen.
Entwickler Crytek war 2013 Kritik ausgesetzt, nachdem der ausführende Produzent in einem Interview mit Wired erklärte, dass die weiblichen Spielerfiguren speziell für den russischen Markt unrealistisch proportiert und freizügig gekleidet wurden. Während männliche Soldaten im Spiel möglichst realistisch und am ganzen Körper bedeckt daherkommen, sind Soldatinnen leichter bekleidet und tragen Kampfstiefel mit Absätzen. Auch für den chinesischen Markt wurden die weiblichen Charaktere individuell gestaltet.
Warface zählte in seinem ersten Jahr über 5 Millionen Spieler in Russland und wurde im selben Jahr in den Kategorien „Bestes Spiel“ und „Beste Grafik“ bei den russischen KRI Awards ausgezeichnet. Bis April 2013 registrierten sich über 9 Millionen russische Spieler.